# DFC Germania Prag
Der Deutsche Fußball-Club Germania Prag (DFC Germania) war ein Fußballverein der deutschen Bevölkerungsgruppe in Prag, das zur Gründungszeit des Vereins ebenso wie ganz Böhmen Teil der Habsburgermonarchie Österreich-Ungarn war.

## Vereinsgeschichte
Germania war einer von vielen Clubs in der späteren Tschechoslowakei – dem heutigen Tschechien – die von Einwohnern deutscher Herkunft gegründet wurden und in der Frühgeschichte des Fußballsports dort, aber auch im benachbarten Deutschen Reich, eine Rolle spielen sollten. Neben dem Ortsrivalen DFC Prag war Germania am 28. Januar 1900 in Leipzig als Teilnehmer der Gründungsversammlung Gründungsmitglied des Deutschen Fußball-Bundes.
Der Verein ging hervor aus zwei 1898 gegründeten „wilden“ Studentenclubs namens „Unitas“ und „Urania“, die sich am 22. Juni 1899 zum DFC Germania Prag zusammenschlossen. Da zuvor am 9. Juni 1899 ein Antrag auf Erlaubnis der Tätigkeit gestellt worden war, der auch genehmigt wurde, war die Germania ein behördlich eingetragener, d. h. „offizieller“ Club. Hauptinitiatoren dieses „auf nationaler Grundlage“ geschaffenen Vereins waren Josef Sedlak und Heinrich Nonner.
Die Vereinsfarben waren Schwarz-Weiß, das Clublokal war das Café Weinberg im Ortsteil Königliche Weinberge (Královske Vinohrady), wo sich auch der Sportplatz der Germanen befand: Auf einem terrassenförmig angelegten Gelände namens „Kanalgarten“ („Kanalka“), das auch anderen Vereinen das Fußballspiel ermöglichte, hatte der DFC Germania eine der Terrassen mit Beschlag belegt und mit Hilfe eines befreundeten Zimmermeisters einen eingefriedeten Fußballplatz mit einem geräumigen Clubheim erstellt.
Fußballerisch schloss der neue Verein schnell zu den führenden Teams des DFC Prag und der Regatta-Fußballabteilung auf. Nachdem am 7. November 1900 der Verband der Prager Deutschen Fußball-Vereine gegründet worden war, dem die „Germanen“ kurz darauf beitraten, wurde unter den deutschen Clubs in Prag ein Meisterschaftsbetrieb möglich. Mindestens einmal, nämlich 1901, sicherte sich Germania den Titel der Moldaustadt, was 1902 war, ist ziemlich unübersichtlich: Als Prager Meister nahm der DFC an der Endrunde um die deutsche Meisterschaft teil, bei der er das Endspiel erreichte; allerdings soll er in der Saison 1901/02 kein einziges Spiel im Prager Spielbetrieb ausgetragen haben. Einen Meister habe es in dem Jahr nicht gegeben, geht aus den wenigen spärlichen Quellen hervor, an der Spitze hätten drei punktgleiche Teams gestanden, darunter der DFC Germania, nicht aber der DFC Prag.
Am 15. März 1903 verschwand der DFC Germania Prag wieder von der Fußball-Landkarte. Finanzielle Probleme seien die Ursache für die Vereinsauflösung gewesen, verursacht durch den Verlust des Sportplatzes, auf dem die Georgskirche gebaut wurde. Mitverantwortlich war aber wohl auch die Fluktuation in der Führungsspitze des Clubs, die aus Beamten von Post und Reichsbahn bestand, die häufig versetzt wurden. Die Spieler verteilten sich auf die übrigen Prager Clubs, darunter auch Ladislaus Kurpiel, der in der Zeit vor dem Ersten Weltkrieg als Mitglied des DFC Prag zu einem der besten „Mittel- und Centrehalves“ der Donaumonarchie und zum achtfachen österreichischen Nationalspieler – Teilnahme an den Olympischen Spielen 1912 in Stockholm – avancierte.